# Ceraspis griseosquamosa
Ceraspis griseosquamosa är en skalbaggsart som beskrevs av Moser 1921. Ceraspis griseosquamosa ingår i släktet Ceraspis och familjen Melolonthidae. Inga underarter finns listade i Catalogue of Life.